# Hürup
Hürup (en danois: Hyrup) est une commune allemande de l'arrondissement de Schleswig-Flensbourg, Land de Schleswig-Holstein.

## Géographie
La commune de Hürup est composée de Hürupholz, Kielsgaard, Neukrug et Weseby.
| Flensbourg | Maasbüll |          |
| Tastrup    | Hürup    | Husby    |
| Freienwill |          | Ausacker |

Hürup se trouver sur la ligne de Flensbourg à Rundhof.

## Histoire
Hürup est mentionné pour la première fois en 1352 sous le nom de Hudderup.

## Jumelage
- Neverin,  Mecklembourg-Poméranie-Occidentale

## Source, notes et références
- (de) Cet article est partiellement ou en totalité issu de l’article de Wikipédia en allemand intitulé « Hürup » (voir la liste des auteurs).